# Мальсагов, Орцхо Артаганович
Орцхо Артаганович Мальсагов (ингуш. Малсаганаькъан Артагӏа Оарцхо; 11 апреля 1897, Альтиево, Сунженский отдел — 1964) — ингушский советский драматург, литературовед, литературный критик. Участник Первой мировой войны и гражданской войны в России.

## Биография
Родился 11 апреля 1897 года в селении Альтиево Сунженского отдела в семье офицера и активного участника Русско-турецкой войны 1877—1888 годов Артагана Мальсагова. Следуя примеру отца, в 1908 году Орцхо Мальсагов поступил в Воронежскую военную гимназию, которую с отличием окончил в 1916 году во время пика Первой мировой войны. В начале 1917 года он продолжил учёбу в Михайловской артиллерийской школе, которая отправила его в чине прапорщика в артиллерийскую бригаду в Казань.
Мальсагов участвовал в Первой мировой войне против Германии, а после Октябрьской революции вернулся на родину, где начал принимать активное участие в установлении советской власти. В апреле 1918 года съездом ингушского народа он был избран военным комиссаром Ингушетии. Мальсагов, будучи профессиональным военным, организовывал красные партизанские подразделения, артиллерийские и пулемётные команды, лично обучал их и командовал боевыми частями в борьбе с контрреволюционерами. 4 февраля 1919 года очередным съездом ингушского народа в селении Базоркино был избран комитет обороны от деникинцев, в состав которого, по рекомендации чрезвычайного комиссара Юга России Серго Орджоникидзе, вошёл и Мальсагов, который стал командующим Долаковского участка фронта. Во время боёв у селения Долаково он и был тяжело ранен.
После установления советской власти, в 1920—1924 годы Мальсагов работал управляющим отделением Северо-Кавказского потребительского общества, затем преподавателем Ингушского педагогического техникума в городе Владикавказе. В 1929 году в том же городе он опубликовал учебник ингушского языка для школ. В том же году он окончил Северо-Кавказский педагогический институт, в 1933 году — аспирантуру. Мальсагов является организатором первого ингушского театрального кружка, на основе которого был создан первый ингушский театр. Этот театр в 1931 году участвовал на Олимпиаде искусств народов Северного Кавказа в городе Ростове-на-Дону, где выиграл первую премию. Мальсагов являлся внештатным сотрудником Ингушского НИИ краеведения.
В 1944 году Мальсагов был вместе с народом депортирован в Казахскую ССР, где потом работал инспектором школ Кокчетавского областного отдела народного образования республики. Там же он был ложно обвинён и осуждён по стандартной, по мнению литературоведа Я. С. Патиева, формулировкой — «контрреволюционная деятельность», из-за того, что он был из семьи царского офицера. Впоследствии Мальсагов был реабилитирован. Умер в 1964 году.

## Творчество
Мальсагов написал вышедшую отдельной книгой пьесу «Салихат». Она является бытовой драмой, посвященная популярной в тот период трудной судьбе горянки Салихьат. По мнению Я. С. Патиева, тематически она схожа с пьесой З. К. Мальсагова «Похищение девушки», однако в ней была такая новизна как, например, конфликт между старым и новым проихсодит между братьями героини. Пьеса была неоднократно поставлена на сценах самодеятельных и профессиональных театров вплоть до 1959 года. Драматург также написал ряд незаконченных пьес: «Юртачура тӀом» («Бой в селе»), «Перелом», «Похищение девушки», «40 шу хьалха» («40 лет назад»), «Турпала тӀом» («Героическая борьба»), «Долакха-юрта хинна тӀом» («Война в Долаково») и «Серго Орджоникидзе — нохчий-гӀалгӀай хьамсара доттагӀа» («Серго Орджоникидзе — любимый друг чечено-ингушского народа»).
По словам Я. С. Патиева, Мальсагов, как и другие ингушские писатели того периода, стремился донести до читателя лучшие произведения русской классики. Так, он перевёл на ингушский язык повесть Л. В. Толстого «Хаджи-Мурат», рассказ В. Короленко и стихи В. Маяковского.

## Критико-литературоведческая деятельность
Первые статьи Мальсагова были критического характера и были посвящены произведениям ещё молодой к тому времени ингушской литературы. В 1928 году в газете «Сердало» была издана его статья «Молодые побеги», в которой критик подвергал строгому, однако доброжелательному анализу первые рассказы И. М. Базоркина («Несчастье») и И. Г. Ахриева («Жертва»). В 1933 году в Орджоникидзе (бывшем Владикавказе) была издана книга Мальсагова «Библиографический справочник по ингушской литературе», которая является первой работой в области ингушской литературы по библиографии. Позднее вышли его статьи о творчестве Т. Д. Бекова, Х.-Б. Ш. Муталиева, И. М. Базоркина и А. А. Ведзижева.

### На русском
- Агиева Л. Т. Ингушский научно-исследовательский институт гуманитарных наук им. Ч. Э. Ахриева. 90 лет. — Ростов н/Д.: ИнгНИИ, 2016. — 144 с. — ISBN 978-5-98864-090-5.
- Васильев В. А. Современная ингушская драматургия. Творчество Д. и О. Мальсаговых // Избранное / Сост.: А. Мальсагов. — Нальчик : «Эль-Фа», 1998. — С. 458—480. — Изначально ст. опубликована в «Известий 2-го Северокавказского педагогического института» (1933, т. 10).
- Дахкильгов И. А. Ингушская литература (период развития до 40-х годов) / Ред.: А. А. Зязиков. — Грозный: ЧИКИ, 1975. — 184 с. — 1000 экз.
- Патиев Я. С. Писатели Ингушетии. Кн. 1 : [в 2 кн.] / Руководитель проекта: Р. А. Газдиева; НБРИ им. Дж. Х. Яндиева. — Ростов н/Д. : Южный издательский дом, 2015. — 200 с. — 1000 экз. — ISBN 978-5-98864-071-4.
- Яндиева М. Д. Ингушская литература // Литературы народов России: XX век: словарь / Отв. ред.: Н. С. Надъярных. — М.: «Наука», 2005. — 364 с. — 1130 экз. — ISBN 9785020102088.

### На ингушском
- Дахкильгов И. А. Гӏалгӏай говзаме литература (1944-ча шеррага кхаччалца) :  [ингуш.] / Гл. ред.: Т. И. Машуков; Рец.: М. Матиев, А. Евлоева. — Нальчик : ГП КБР РПК, 2009. — 608 с. : ил. — 1000 экз. — ISBN 978-5-9996-0018-9.